# U.S. Bank Tower
US Bank Tower (inne nazwy to Library Tower i First Interstate World Center) – wieżowiec położony przy 633 West Fifth Street w centrum Los Angeles (Kalifornia) w rejonie Bunker Hill. Jest to dziewiąty co do wysokości budynek w Stanach Zjednoczonych zajmuje także 31 miejsce na liście najwyższych budynków świata. Jest to najwyższa na świecie budowla z lądowiskiem dla helikopterów. Biurowiec jest także najwyższym budynkiem w Ameryce Północnej na zachód od rzeki Missisipi i najwyższym budynkiem w stanie Kalifornia. Budowla została wzniesiona w latach 1987–1989 i otwarty w 1990 r. Wieżowiec o wysokości 310,3 m posiada 73 piętra oraz dwupoziomowy podziemny parking. Konstrukcja budynku została wzmocniona przed trzęsieniami ziemi tak, że wytrzyma ona wstrząsy o sile 8,3 w skali Richtera. Cała budowa kosztowała 350 000 000 dolarów.
Szczyt budowli przypomina kształtem koronę. Pełni ona nie tylko rolę lądowiska dla helikopterów, ale i dekoracji która w nocy jest iluminowana. W amerykańskie święto niepodległości (4 lipca) szczyt budynku świeci się w kolorach flagi Stanów Zjednoczonych (czerwony, biały i niebieski). Podczas świąt Bożego Narodzenia błyszczy na zielono i czerwono. Ponadto "korona" świeci się na złoto i fioletowo gdy Los Angeles Lakers grają mecz w mistrzostwach NBA.
Obecnie wieżowiec jako najwyższa budowla w Los Angeles, wyróżniająca się charakterystyczną bryłą, jest wizytówką miasta.